# Bingo (ORF)
Am 8. November 1999 starteten die Österreichischen Lotterien das Glücksspiel Bingo, die Erstausstrahlung erfolgte am folgenden Samstag, dem 13. November. Ab dem 6. September 2014 präsentierte sich die Sendung aus einem neuen Studio samt neuem Erscheinungsbild. Mit der Ausgabe vom 24. Juni 2017 wurden die Kandidatenspiele im Studio neu gestaltet. Seither traten fünf Gruppen zu je fünf Personen an und das Publikum war nicht mehr auf einen österreichischen Bezirk beschränkt.
Am 28. März 2018 wurde bekannt, dass die Sendung ebenso wie Die Brieflosshow mit Jahresende 2018 eingestellt wird. ORF und Lotterien begründen diesen Schritt damit, dass diese Formate nicht mehr zeitgemäß seien.

## Ziel
Das Ziel des Spiels ist, wie bei den meisten anderen Bingo-Varianten auch, alle Zahlen anzukreuzen, die bei der Ziehung ermittelt werden. Diese findet jede Woche am Samstag statt. Bei der Ziehung kommen Zahlen von 1 bis 75 in Frage. Bingo kennt keinen Jackpot, der Hauptgewinn wird immer verlost. Es wird so lange gespielt, bis ein Gewinner feststeht. Ausnahme ist der Bingo Multi Bonus (siehe unten), der nach dem Jackpot-Prinzip läuft.
Es gibt neben dem Hauptgewinn sechs Gewinnmöglichkeiten. Diese wären Bingo Multi Bonus, Ring, Box, Ring 2. Chance und Box 2. Chance sowie Card. „Aufgabe“ ist es, das Bingo zu erreichen.

## Aufbau
Jeder Tipp kostet 1,50 Euro, wobei zwischen zwei und vier Tipps auf einem Schein gespielt werden können und somit der Mindesteinsatz drei Euro beträgt. In jedem Tipp sind 20 Zahlen von 1 bis 75 sowie fünf Stern-Felder (Freifelder) ausgewiesen. Das Spielfeld ist in die Spalten B, I, N, G und O aufgeteilt. Jede Spalte beinhaltet Zahlen eines bestimmten Bereiches: Spalte B von 1 bis 15, Spalte I von 16 bis 30, Spalte N von 31 bis 45, Spalte G von 46 bis 60 und Spalte O von 61 bis 75. Die erste Spielrunde heißt Box. Es werden so lange Zahlen (z. B. B 1, I 28, N 29, G 49 oder O 62) gezogen, bis ein Spieler alle neun inneren Felder eines Tipps angekreuzt hat, wobei sich auf jedem Tipp in der Box immer drei Stern-Felder, welche als angekreuzt gelten, befinden. Danach wird mit dem Ring fortgesetzt. Hier müssen alle 16 äußeren Felder des Loses markiert werden. Auch hier wird so lange gezogen, bis dies einem Spieler gelingt. Den Hauptgewinn gibt es in der Spielrunde Bingo, alle Felder müssen auf dem Los markiert werden, um zu gewinnen. Sobald ein Spieler Bingo hat, ist die Ziehung beendet. Wem es bis dahin gelingt, die Box oder den Ring komplett anzukreuzen, gewinnt im sogenannten 2. Rang. Bingo ist ein Totalisatorspiel. Die Höhe des Gewinnes eines Einzelnen hängt von den sonstigen Gewinnern ab und auch davon, wie viele Tipps mitspielen. Jedoch gibt es bei Bingo am Ende der Ziehung auch ein Fixquotenspiel namens Card. Für dieses Spiel befindet sich neben jedem Tipp eine Karte der Spielkartenfarbe Herz. Wird die richtige Karte gezogen, so bekommt man 1,50 Euro ausbezahlt, unabhängig von anderen Gewinnern oder Tipps. Annahmeschluss ist immer am Spieltag um 13:00 Uhr. Anschließend wird die Sendung aufgezeichnet. Alle Zahlen sowie die Spielkarte werden von einem Computer ermittelt.

## Kandidaten-Spiele
Parallel zur Ziehung gab es noch Spiele, bei denen das Publikum eingebunden wurde. Das Publikum wurde in fünf Gruppen eingeteilt. Jeder Gruppe wurde eine bestimmte Farbe zugeordnet. Seit der Neugestaltung des Studios lautete die Farbreihenfolge rot - gelb - grün - orange - blau (früher: rot - gelb - rosa - grün - blau). Alle Personen einer Gruppe trugen T-Shirts mit dem Bingo-Schriftzug in der jeweiligen Farbe. Für jede Gruppe kam stellvertretend eine Person als Spieler auf die Bühne.
Zu Beginn der Box- und Ring-Spielrunden wurden fünf Zahlen vorweg ermittelt. Anschließend wurde jeweils eine weitere Zahl gezogen und eine Quizfrage gestellt. Das Thema der Quizfrage hing von der soeben gezogenen Zahl ab: 
- B: Buntgemischtes
- I: Internationales
- N: Natur und Wissenschaft
- G: Geschichte und Geografie
- O: Österreich

Für eine richtige Antwort (pro Frage gab es drei Antwortmöglichkeiten) gewann der Kandidat 100 Euro, für eine falsche Antwort bekamen die vier Gegner jeweils 25 Euro, d. h. die 100 Euro wurden aufgeteilt. Es durfte nur jener Kandidat antworten, der seine Antwort am schnellsten eingegeben hatte, wobei abgewartet wurde, bis alle Kandidaten sich für eine Antwort entschieden hatten. Die Zuschauer konnten auf den Bildschirmen an den Pulten der einzelnen Kandidaten deren Antworten sehen. Vor dem 6. September 2014 kam jener Spieler an die Reihe, welcher am schnellsten auf den Taster (Bumper genannt) drückte, ohne dass die anderen sich für eine Antwortmöglichkeit entscheiden mussten.
Das Kandidaten-Quiz endete, sobald ein Spieler den „Ring“ erreichen konnte bzw. nur noch eine Zahl vor Bingo! war. Der Spieler aus dem Publikum mit dem meisten Geld spielte Hopp oder Tropp, alle anderen Kandidaten gingen leer aus. Bei diesem Spiel konnte der Spieler sein erspieltes Geld halbieren, aber auch verdoppeln.
Im folgenden Spiel mussten die Kandidaten der Gruppe des Siegers vor jeder gezogenen Zahl tippen, ob mit der nächsten Zahl Bingo! fiel oder nicht. Garantiert wurde ein Gewinn von 3.500 Euro, welcher sich in einem durchsichtigen Kunststoffkoffer befand. Diese Summe konnte sich jedoch davor noch erhöhen – um jeweils 500 Euro pro Zahl, wenn noch kein Spieler eine Zahl vor Bingo! war. Sobald jemandem nur noch eine Zahl fehlte, wettete jeder Kandidat des Gewinnerteams für sich alleine; glaubte er, dass jetzt Bingo! fiel, so ging dieser in die Mitte der Bühne. Alle Kandidaten, die im richtigen Moment auf der Bühne standen, gewannen den Geldkoffer. Befand sich zu diesem Zeitpunkt niemand in der Bühnenmitte, erhöhte sich die Summe des Geldkoffers in der kommenden Woche um den nicht ausgespielten Betrag.

## Bingo Multi Bonus
Zusätzlich zum Spiel gibt es noch den Bingo Multi Bonus, welcher erst mit 50.000 Euro dotiert ist und bei jeder Ziehung um 10.000 Euro steigt, bis ein Spielteilnehmer nicht länger als bis zu inklusive der 43. gezogenen Zahl braucht, um alle Zahlen auf seinem Schein ankreuzen zu können. Dieser Spielteilnehmer gewinnt den jeweiligen Betrag einmal. Knacken mehrere Spieler den Bingo Multi Bonus, so wird der Gewinn aufgeteilt.

## Sonstiges
Seit der Neugestaltung des Studios dominierte in diesem sowie in den Einblendungen am Bildschirm ein orange-rosaroter Farbton. Zuvor überwog die Farbe Blau. Die akustischen Signale fielen nun dezenter aus. Das Saalpublikum kam bis zur Ausgabe vom 24. Juni 2017 jedes Mal aus einem bestimmten österreichischen Bezirk. Jeweils zwei Wochen vor der Sendung wurde der Bezirk bekannt gegeben und anschließend konnte man sich telefonisch anmelden.